# 김해산업로
김해산업로(Gimhae Saneop-ro) 경상남도 창원시 진해구 석동 석동IC에서 부산광역시 강서구 녹산동 용원삼거리 를 잇는 도로이다.

## 연혁
- 2006년 5월 18일 : 소사 ~ 녹산간 도로 착공
- 2018년 1월 5일 : 창원시 진해구 석동 ~ 부산광역시 강서구 녹산동 6.81km 구간 신설 개통

## 주요 경유지
경상남도
- 창원시 진해구 (석동 . 웅동동)

부산광역시
- 강서구 (녹산동)

## 노선
| 이름                  | 접속 노선                     | 소재지     | 소재지 | 비고        |
| 공사중                | 공사중                        | 공사중     | 공사중 | 공사중      |
| --------------------- | ----------------------------- | ---------- | ------ | ----------- |
| 석동IC                | 장복대로                      | 창원시     | 진해구 |             |
| 진해터널              |                               | 창원시     | 진해구 |             |
| 진해 나들목           | 제105호선 남해고속도로제3지선 | 창원시     | 진해구 |             |
| 소사 교차로           | 국도 제58호선 (웅장로)        | 창원시     | 진해구 |             |
| 소사교                |                               | 창원시     | 진해구 |             |
| 마천터널              |                               | 창원시     | 진해구 | 연장 460m   |
| 내곡교                |                               | 창원시     | 진해구 |             |
| 두동교                |                               | 창원시     | 진해구 |             |
| 안평 교차로 (안평1교) | 보배로                        | 창원시     | 진해구 |             |
| 안평2교               |                               | 창원시     | 진해구 |             |
| 용원터널              |                               | 창원시     | 진해구 | 연장 2,594m |
| 용원삼거리            | 국도 제2호선 (진해대로)       | 부산광역시 | 강서구 |             |
| 만금로와 직결         |                               |            |        |             |